# Maison consulaire de Saint-Flour
La maison consulaire est une maison située à Saint-Flour, dans le département du Cantal.

## Historique
Établis à partir de 1249, les consuls de Saint-Flour ont d'abord occupé des locaux proches de la cathédrale. En acquérant diverses maisons, ils les ont regroupées entre 1430 et 1439 pour créer l'hôtel de ville, dont une inscription portant le nom de l'architecte POYETAL a été conservée. À la Révolution, l'édifice a été cédé à des particuliers. Après la Première Guerre mondiale, Alfred Douhet, un collectionneur, a acquis l'hôtel, le léguant à sa mort à la Caisse d'épargne, qui a établi le musée Alfred Douët en 1968.

## Description
Cet ensemble est composé de trois bâtiments disposés en U autour d'une cour intérieure, présentant un décor sculpté discret inspiré du vocabulaire de la Renaissance.

## Protection
La façade et toiture sur rue sont classées au titre des monuments historiques par arrêté du 30 avril 1928. L'ensemble des façades et toitures, à l'exclusion de celles déjà classées, est classé au titre des monuments historiques par arrêté du 29 janvier 1996. Tandis que la maison, à l'exclusion des parties classées, est inscrite au titre des monuments historiques par arrêté du 21 août 1992.